# ГЕС Guōlàngqiāo
ГЕС Guōlàngqiāo (锅浪跷水电站) — гідроелектростанція у центральній частині Китаю в провінції Сичуань. Знаходячись перед ГЕС Jiǎojīpíng, становить верхній ступінь каскаду на річці Tiānquánhé, яка впадає ліворуч до Yingjing незадовго до приєднання останньої праворуч до Qingyi (в свою чергу, Qingyi приєднується ліворуч до Дадухе незадовго до устя останньої на правобережжі Міньцзян — великої лівої притоки Янцзи).
В межах проекту річку перекриють кам'яно-накидною греблею з бетонним облицюванням висотою 186 метрів, довжиною 360 метрів та шириною по гребеню 12 метрів. Вона утримуватиме водосховище з об'ємом 184 млн м3 (корисний об'єм 131 млн м3) та нормальним рівнем поверхні на позначці 1280 метрів НРМ.
Зі сховища через лівобережний гірський масив прокладуть дериваційний тунель довжиною 9,2 км з діаметром 6 метрів, який переходитиме у напірний водовід довжиною 0,7 км з діаметром 5 метрів. В системі також працюватиме вирівнювальний резервуар висотою 118 метрів з діаметром 13 метрів.
Основне обладнання станції становитимуть три турбіни потужністю по 70 МВт, встановлені на рівні 981 метр НРМ. Крім того, біля греблі через дві турбіни потужністю по 4,2 МВт випускатимуть певну кількість води, необхідну для підтримки природної течії річки.
Видача продукції відбуватиметься по ЛЕП, розрахованій на роботу під напругою 110 кВ.
Станцію планується завершити у 2019 році.